# 紀元前375年
紀元前375年（きげんぜん375ねん）は、ローマ暦の年である。
当時は、「執政武官も執政官もいない最初の年」として知られていた（もしくは、それほど使われてはいないが、ローマ建国紀元379年）。紀年法として西暦（キリスト紀元）がヨーロッパで広く普及した中世時代初期以降、この年は紀元前375年と表記されるのが一般的となった。

## 他の紀年法
- 干支 : 丙午
- 日本
  - 皇紀286年
  - 孝安天皇18年
- 中国
  - 周 - 烈王元年
  - 秦 - 献公10年
  - 晋 - 孝公14年
  - 楚 - 粛王6年
  - 斉 - 斉侯剡10年
  - 燕 - 簡公40年
  - 趙 - 敬侯12年
  - 魏 - 武侯21年
  - 韓 - 哀侯2年
- 朝鮮
  - 檀紀1959年
- ベトナム :
- 仏滅紀元 : 170年
- ユダヤ暦 :

## できごと

### ギリシア
- テーバイの将軍ペロピダスが、300人の精鋭歩兵部隊神聖隊の指揮者となる。
- ボイオーティアのオルコメノスにいたスパルタの部隊がロクリスへの遠征に赴くことを知ったペロピダスは、神聖隊と小規模な騎兵隊を率いて、無防備となったオルコメノスを奪取しようとした。しかし、テーバイ勢が町に近づくと、既に相当の兵力がスパルタ本国からオルコメノスへ増派されていることが分かってきた。ペロピダスは退却を決めたが、テギュラ (Tegyra) まで撤退したところで、ロクリスから戻ってきたスパルタ軍本隊と遭遇した。こうして勃発したテギュラの戦い (Battle of Tegyra) において、テーバイ勢は、人数で勝っていたスパルタ勢を敗走させた。

### 中国
- 韓が鄭を滅ぼし、新鄭に遷都した。

## 死去
- 敬侯、中国戦国時代の趙の君主